# Società italiana per lo Studio della Storia Contemporanea

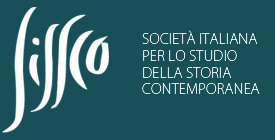

Die Società italiana per lo Studio della Storia Contemporanea (SISSCO, „Italienische Gesellschaft für das Studium der Zeitgeschichte“) ist eine im März 1990 gegründete kulturelle Non-Profit-Organisation, die es sich laut ihrer Satzung zum Ziel setzt, „die zeitgeschichtlichen Studien in Italien und ihre Aufwertung im wissenschaftlichen, akademischen und zivilen Bereich zu fördern“.
Seit 1999 gibt die SISSCO einen „Bollettino d’informazione“ („Informationsbericht“) heraus, der seit 2000 als Jahrbuch mit dem Titel Il mestiere di storico erscheint.
Seit 1999 veranstaltet die SISSCO einmal im Jahr eine wissenschaftliche Tagung unter dem Titel Cantieri di Storia, seit 2006 das Doktorandenseminar Storie in Corso.
Zum aktuellen Präsidenten der SISSCO wurde im September 2023 Marco De Nicolò gewählt. Vor ihm waren Präsidenten Luciano Cafagna (1990–1992), Paolo Pombeni (1992–1995), Claudio Pavone (1995–1999), Raffaele Romanelli (1999–2003), Tommaso Detti (2003–2007), Andrea Graziosi (2007–2011), Agostino Giovagnoli (2011–2015), Fulvio Cammarano (2015–2019) und Daniela Luigia Caglioti (2019–2023).